# Championnats du monde juniors de ski alpin 2007
Les championnats du monde juniors de ski alpin 2007 se déroulent dans les stations de Altenmarkt et de Flachau en Autriche du 3 au 11 mars. Les épreuves de vitesse (la descente, le super-G ainsi que la descente du super-combiné) se déroulent à Altenmarkt ; les épreuves techniques (le slalom, le slalom géant et le slalom du super-combiné) se déroulent à Flachau.

## Podiums

### Hommes
| Épreuves              | Or              | Argent          | Bronze        |
| --------------------- | --------------- | --------------- | ------------- |
| Descente 6 mars       | Beat Feuz       | Matts Olsson    | Bernhard Graf |
| Super G 8 mars        | Beat Feuz       | Joachim Puchner | Bernhard Graf |
| Géant 9 mars          | Marcel Hirscher | Marcus Sandell  | Matts Olsson  |
| Slalom 10 mars        | Matic Skube     | Marcel Hirscher | Beat Feuz     |
| Super-Combiné 10 mars | Beat Feuz       | Bernhard Graf   | Miha Kuerner  |

### Femmes
| Épreuves              | Or                 | Argent             | Bronze             |
| --------------------- | ------------------ | ------------------ | ------------------ |
| Descente 7 mars       | Tina Weirather     | Lara Gut           | Nicole Schmidhofer |
| Géant 8 mars          | Nicole Schmidhofer | Tina Weirather     | Eva-Maria Brem     |
| Super G 9 mars        | Nicole Schmidhofer | Tina Weirather     | Eva-Maria Brem     |
| Slalom 11 mars        | Ilka Stuhec        | Katharina Duerr    | Simone Streng      |
| Super-Combiné 11 mars | Ilka Stuhec        | Nicole Schmidhofer | Marusa Ferk        |

## Résultats

### Hommes

#### Descente
| Place | Nation     | Skieur           |   | Temps         |
| ----- | ---------- | ---------------- | - | ------------- |
| 1er   | Suisse     | Beat Feuz        |   | 1 min 38 s 41 |
| 2e    | Suède      | Matts Olsson     | + | 0 s 44        |
| 3e    | Autriche   | Bernhard Graf    |   | 0 s 55        |
| 4e    | Autriche   | Marco Fuchs      |   | 0 s 58        |
| 5e    | États-Unis | Will Brandenburg |   | 0 s 92        |
| 6e    | Slovénie   | Filip Flisar     |   | 1 s 06        |
| 7e    | Slovénie   | Miha Kuerner     |   | 1 s 08        |
| 8e    | États-Unis | Travis Ganong    |   | 1 s 12        |

#### Super G
| Place | Nation   | Skieur          |   | Temps         |
| ----- | -------- | --------------- | - | ------------- |
| 1er   | Suisse   | Beat Feuz       |   | 1 min 07 s 77 |
| 2e    | Autriche | Joachim Puchner | + | 0 s 08        |
| 3e    | Autriche | Bernhard Graf   |   | 0 s 19        |
| 4e    | Autriche | Marco Fuchs     |   | 0 s 54        |
| 5e    | Suède    | Matts Olsson    |   | 0 s 55        |
| 6e    | Slovénie | Miha Kuerner    |   | 0 s 77        |
| 7e    | Suisse   | Mauro Caviezel  |   | 0 s 96        |
| 8e    | Slovénie | Filip Flisar    |   | 1 s 34        |

#### Géant
| Place | Nation   | Skieur            |   | Temps         |
| ----- | -------- | ----------------- | - | ------------- |
| 1er   | Autriche | Marcel Hirscher   |   | 2 min 14 s 01 |
| 2e    | Finlande | Marcus Sandell    | + | 0 s 85        |
| 3e    | Suède    | Matts Olsson      |   | 1 s 16        |
| 4e    | Norvège  | Markus Nilsen     |   | 1 s 39        |
| 5e    | France   | Samy Blanc        |   | 1 s 41        |
| 6e    | Autriche | Bernhard Graf     |   | 1 s 77        |
| 7e    | Autriche | Fritz Dopfer      |   | 1 s 87        |
| 8e    | Italie   | Hagen Patscheider |   | 1 s 94        |

#### Slalom
| Place | Nation   | Skieur               |   | Temps         |
| ----- | -------- | -------------------- | - | ------------- |
| 1er   | Slovénie | Matic Skube          |   | 1 min 49 s 45 |
| 2e    | Autriche | Marcel Hirscher      | + | 0 s 11        |
| 3e    | Suisse   | Beat Feuz            |   | 1 s 28        |
| 4e    | Autriche | Armin Triendl        |   | 1 s 36        |
| 5e    | Suisse   | Mauro Caviezel       |   | 1 s 46        |
| 6e    | Slovénie | Miha Kuerner         |   | 1 s 64        |
| 7e    | Autriche | Fritz Dopfer         |   | 1 s 70        |
| 8e    | Norvège  | Leif Kristian Haugen |   | 1 s 75        |

#### Super-Combiné
Les résultats des autres épreuves permettent de faire un classement au combiné. Ainsi, un certain nombre de points est accordé par épreuve et constitue alors un classement général. Seuls les skieurs ayant participé à toutes les épreuves figurent dans ce classement.
| Place | Nation   | Skieur        | Points    |
| ----- | -------- | ------------- | --------- |
| 1er   | Suisse   | Beat Feuz     | 22,36 pts |
| 2e    | Autriche | Bernhard Graf | 31,31 pts |
| 3e    | Slovénie | Miha Kuerner  | 38,74 pts |

### Femmes

#### Descente
| Place | Nation        | Skieuse             |   | Temps         |
| ----- | ------------- | ------------------- | - | ------------- |
| 1er   | Liechtenstein | Tina Weirather      |   | 1 min 39 s 69 |
| 2e    | Suisse        | Lara Gut            | + | 0 s 07        |
| 3e    | Autriche      | Nicole Schmidhofer  |   | 0 s 81        |
| 4e    | Autriche      | Stefanie Moser      |   | 0 s 85        |
| 5e    | Allemagne     | Gina Stechert       |   | 0 s 95        |
| 6e    | Roumanie      | Edith Miklos        |   | 1 s 10        |
| 7e    | Canada        | Larisa Yurkiw       |   | 1 s 17        |
| 8e    | France        | Anne-Sophie Barthet |   | 1 s 38        |

#### Géant
| Place | Nation        | Skieuse            |   | Temps         |
| ----- | ------------- | ------------------ | - | ------------- |
| 1er   | Autriche      | Nicole Schmidhofer |   | 2 min 14 s 90 |
| 2e    | Liechtenstein | Tina Weirather     | + | 0 s 30        |
| 3e    | Autriche      | Eva-Maria Brem     |   | 0 s 55        |
| 4e    | France        | Olivia Bertrand    |   | 1 s 40        |
| 5e    | France        | Aude Aguilaniu     |   | 1 s 84        |
| 6e    | Slovénie      | Marusa Ferk        |   | 1 s 99        |
| 7e    | Autriche      | Stefanie Wopfner   |   | 2 s 01        |
| 8e    | France        | Anémone Marmottan  |   | 2 s 09        |

#### Super G
| Place | Nation        | Skieuse             |   | Temps         |
| ----- | ------------- | ------------------- | - | ------------- |
| 1er   | Autriche      | Nicole Schmidhofer  |   | 1 min 19 s 34 |
| 2e    | Liechtenstein | Tina Weirather      | + | 0 s 11        |
| 3e    | Autriche      | Eva-Maria Brem      |   | 0 s 38        |
| 4e    | Slovénie      | Marusa Ferk         |   | 1 s 04        |
| 5e    | Allemagne     | Viktoria Rebensburg |   | 1 s 11        |
| 6e    | Slovénie      | Ilka Stuhec         |   | 1 s 23        |
| 7e    | Italie        | Francesca Marsaglia |   | 1 s 25        |
| 8e    | Autriche      | Evelyn Pernkopf     |   | 1 s 54        |

#### Slalom
| Place | Nation     | Skieuse           |   | Temps         |
| ----- | ---------- | ----------------- | - | ------------- |
| 1er   | Slovénie   | Ilka Stuhec       |   | 1 min 44 s 23 |
| 2e    | Allemagne  | Katharina Duerr   | + | 0 s 07        |
| 3e    | Autriche   | Simone Streng     |   | 0 s 56        |
| 4e    | Slovénie   | Marusa Ferk       |   | 0 s 89        |
| 5e    | Allemagne  | Susanne Riesch    |   | 1 s 18        |
| 6e    | Suisse     | Célina Hangl      |   | 1 s 19        |
| 7e    | Allemagne  | Christina Ammerer |   | 1 s 35        |
| 8e    | États-Unis | Kiley Staples     |   | 1 s 42        |

#### Super-Combiné
Comme chez les hommes, les résultats des autres épreuves permettent de faire un classement au combiné. Ainsi, un certain nombre de points est accordé par épreuve et constitue alors un classement général. Seules les skieuses ayant participé à toutes les épreuves figurent dans ce classement.
| Place | Nation   | Skieuse            | Points    |
| ----- | -------- | ------------------ | --------- |
| 1er   | Slovénie | Ilka Stuhec        | 35,66 pts |
| 2e    | Autriche | Nicole Schmidhofer | 39,12 pts |
| 3e    | Slovénie | Marusa Ferk        | 42,16 pts |

## Tableau des médailles par nations
| Rang | Nations       | Médaille d'or | Médaille d'argent | Médaille de bronze | Total |
| ---- | ------------- | ------------- | ----------------- | ------------------ | ----- |
| 1    | Autriche      | 3             | 4                 | 6                  | 13    |
| 2    | Suisse        | 3             | 1                 | 1                  | 5     |
| 3    | Slovénie      | 3             | 0                 | 2                  | 5     |
| 4    | Liechtenstein | 1             | 2                 | 0                  | 3     |
| 5    | Suède         | 0             | 1                 | 1                  | 2     |
| 6    | Allemagne     | 0             | 1                 | 0                  | 1     |
| -    | Finlande      | 0             | 1                 | 0                  | 1     |